# Servizio
Un servizio, in economia e nel marketing, è l'equivalente immateriale di una merce, dunque un bene dotato di valore economico quantificabile. La fornitura o erogazione di un servizio è stata definita come un'attività economica che non può essere separata da chi la possiede, perché prodotta contestualmente al suo consumo, e tutto questo è ciò che lo differenzia dalla fornitura di una merce fisica..

## Descrizione
Il servizio non è altro che un prodotto immateriale. In generale, il servizio può essere definito come un'attività o una serie di attività di natura intangibile, che ha luogo nell'interazione tra cliente e fornitore del servizio, e che viene fornito a vantaggio del cliente.
Un servizio è il risultato di attività svolte all'interfaccia tra fornitore e cliente e di attività proprie del fornitore, per soddisfare le esigenze del cliente spesso avvalendosi di un'infrastruttura fisica appositamente realizzata o di un'organizzazione più o meno complessa adibita a tale scopo.
I servizi sono forniti dal settore terziario. Nel caso della pubblica amministrazione, prendono il nome di servizi pubblici. Anche una prestazione lavorativa/professionale, che compie un soggetto a favore di chi la richiede, è un servizio.
Tipicamente ogni servizio è regolato da un contratto di servizio che al minimo comprende: la descrizione delle attività che compongono il servizio, la descrizione delle infrastrutture su cui le attività si svolgono ai prezzi pattuiti, i criteri di valorizzazione delle attività, i prezzi unitari, gli indicatori di qualità (KPI - Key Performance Indicators), gli SLA Service Level Agreement cioè gli impegni che il fornitore garantisce su certi KPI, le eventuali penali o quality payment, il contenuto, il formato e la periodicità del reporting; ultimo, ma non ultimo, le regole di governo della relazione contrattuale: tali tipi di contratto costituiscono infatti dei forti legami organizzativi tra cliente e fornitore fino ad arrivare, nei casi più spinti, a vere e proprie partnership.
Ogni servizio comporta dei costi a carico del fornitore, che si rifà sul cliente finale ottenendo un maggior benefit o guadagno nel caso di fornitori privati oppure una semplice copertura delle spese, attraverso tassazione dei contribuenti, per quanto riguarda i servizi pubblici.

### Opera
Anche un'opera può essere un servizio quando essa è immateriale. Un servizio (sotto forma di opera) presuppone un sistema complesso di sottoservizi connessi tra loro, aventi uno scopo unitario. Tipicamente, le opere-servizio sono oggetto di appalto (pubblico o privato); ad esempio l'opera pubblica di raccolta e smaltimento rifiuti o l'opera privata di erogazione di un SOC.